# Vivir (álbum de Enrique Iglesias)
Vivir é o segundo álbum de estúdio do cantor Enrique Iglesias, lançado a 21 de Janeiro de 1997.
O disco foi certificado Ouro e Platina nos Estados Unidos a 6 de Maio de 1997, pela RIAA. O disco recebeu uma nomeação para os Grammy Awards de 1998 na categoria "Best Latin Pop Album", perdendo para o cantor Luis Miguel com o álbum Romances.

## Faixas
1. "Enamorado Por Primera Vez" (Enrique Iglesias) — 4:29
2. "Al Despertar" (Enrique Iglesias/Roberto Morales) — 4:15
3. "Lluvia Cae" (Enrique Iglesias/Rafael Pérez-Botija) — 4:35
4. "Tu Vacío" (Rafael Pérez-Botija) — 3:55
5. "Sólo En Ti" (Vince Clarke/Enrique Iglesias) — 3:31
6. "Miente" (Rafael Pérez-Botija) — 3:36
7. "Viviré y Moriré" (Enrique Iglesias) — 4:04
8. "Volveré" (Enrique Iglesias/Roberto Morales) — 4:37
9. "El Muro" (Rafael Pérez-Botija) — 4:15
10. "Revolución" (Chein García-Alonso) — 3:55

## Tabelas
Álbum
| Ano  | Tabela           | Posição |
| ---- | ---------------- | ------- |
| 1997 | Latin Pop        | 1       |
| 1997 | Billboard 200    | 33      |
| 1997 | Top Latin Albums | 1       |

## Créditos
- Enrique Iglesias - Vocal, vocal de apoio
- Rafael Perez Botija - Piano, teclados
- Luis Conte - Percussão
- Gregg Bissonette - Bateria
- Neal Avron - Bateria
- Bob Painter - Teclados, vocal
- Mitchel Forman - Piano
- Gary Grant - Trompete
- Jerry Hay - Trompete
- Paulinho Da Costa - Percussão
- Michael Landau - Guitarra
- Neil Stubenhaus - Baixo
- Arturo Velasco - Trombone
- Dan Higgins - Saxofone
- Leland Sklar - Baixo
- Billy Preston - Órgão Hammond
- Bill Reichenbach Jr. - Trombone

## Vivir World Tour:Setlist
1. "Trapezista"
2. "Muñeca Cruel"
3. "Solo En Ti/Vólvere"
4. "Miente"
5. "Lluvia Cae"
6. "Medley:

."Al Despertar"/"Revolúcion"/"Invéntame"/
1. "No Llores Por Mi
2. "Por Amarte"
3. "Enamorado Por Primera Vez"
4. "Si Tu Te Vás
5. "Experência Religiosa"